# Zeleni – Europski slobodni savez
Zeleni – Europski slobodni savez (Greens – EFA) politička je skupina Europskog parlamenta koju uglavnom čine zelene i regionalističke političke stranke.
Skupina Zeleni – Europski slobodni savez osnovana je nakon okončanja europskih izbora 1999. za peti saziv Europskog parlamenta i danas ju čini pet različitih europskih političkih stranaka, veća Europska stranka zelenih (EGP) i dio Europskog slobodnog saveza (EFA), te manja Europska piratska stranka (PPEU), Volt Europa (Volt) i dio EU Animal Politics (APEU). Ovu političku grupaciju zastupaju stranke koje predstavljaju regionalističke i manjinske političke interese. Skupina je općenito ograničila svoje članstvo na progresivističke stranke. Ovoj skupini pridružuju se i europarlamentarci nesvrstanih nacionalnih stranaka, među kojima su nizozemska Europa Transparent (2004. – 2009.) i švedska (2009. – 2014.), njemačka (2014. – danas) i češka (2019. – danas) Piratska stranka.

## Vanjske poveznice
- Službena stranica  Arhivirana inačica izvorne stranice od 22. veljače 2012. (Wayback Machine), pristupljeno 12. svibnja 2021.